# Alsophylax laevis
Alsophylax laevis är en ödleart som beskrevs av  Alexander Nikolsky 1907. Alsophylax laevis ingår i släktet Alsophylax och familjen geckoödlor. Inga underarter finns listade i Catalogue of Life. Arten har påfunnits i Turkmenistan, Uzbekistan och Afghanistan. Det är osäkert om den finns i Iran.